# Câmara Municipal de Setúbal
A Câmara Municipal de Setúbal é o órgão executivo colegial representativo do município de Setúbal, tendo por missão definir e executar políticas que promovam o desenvolvimento do concelho.

## História
O primeiro foral de Setúbal terá sido passado em 1249, por parte de D. Paio Peres Correia, mestre da Ordem de Santiago, em cujos territórios se situava a povoação. Este foral foi renovado pelo rei D. Manuel em 1514. Porém, a existência do foral primitivo foi contestada por Pinho Leal, na sua obra Portugal Antigo e Moderno, publicada em 1880, alegando que nesse período a povoação deveria ser de pouca importância e sem defesas, não tendo encontrado quaisquer registos à sua presença neste período, apesar da abundância de documentos referentes a importantes centros urbanos e militares nas suas imediações, como Sesimbra, Almada e Palmela. Avançou assim a teoria que o foral manuelino terá sido o primeiro em Setúbal.
Durante a década de 1870, a autarquia de Setúbal esteve envolvida num processo polémico, relativo à investigação arqueológica das ruínas de Cetóbriga, tendo vendido os terrenos e os materiais arqueológicos a uma sociedade francesa que tinha sido fundada para fazer a exploração daquela antiga cidade.
Em 2018, a Câmara Municipal de Setúbal foi galardoada com o prémio Cidade Limpa, por ter alcançado elevados índices de qualidade do ponto de vista ambiental, principalmente em termos da higiene e da limpeza urbana. No ano seguinte foi novamente distinguida na área da ecologia, com o prémio Educação Ambiental, devido à boas práticas e decisões feitas no concelho, distinção que foi atribuída pela Associação Humana Portugal.
Em Março de 2021, a Câmara Municipal de Setúbal anunciou a construção de uma estrutura para eventos, que iria estar situada no antigo espaço do Café Central, junto à Praça do Bocage, mas este empreendimento causou uma viva polémica devido à sua localização no centro histórico, causando receios que iria interferir com o ambiente estético e patrimonial dos edifícios em redor, tendo sido igualmente levantadas dúvidas sobre a sua real necessidade, uma vez que naquele período a economia nacional estava a passar por uma conjuntura desfavorável devido à Pandemia de Covid-19. Este não foi a primeiro caso em que planos da autarquia para o centro histórico da cidade causaram controvérsia, uma vez que em 2016 procurou instalar uma marina na zona ribeirinha, que seria parte de um grande empreendimento turístico financiado pela empresa chinesa Macau Legend, que iria incluir igualmente um resort e hotéis. Estes planos foram criticados pela ministra do Mar, Ana Paula Vitorino, que afirmou, durante as Jornadas Parlamentares do Partido Socialista, que «Sobre a marina de Setúbal, processo que está a ser conduzido pela Câmara Municipal de Setúbal, existem as maiores reservas da nossa parte. Nunca se permitirá que seja posto em causa o canal de circulação - de navios - dentro do Porto de Setúbal». Este comentário foi mal recebido pela presidente da Câmara Municipal de Setúbal, Maria das Dores Meira, que acusou o Partido Socialista de querer impedir este empreendimento apenas por motivos políticos.
Em Maio de 2022, a Polícia Judiciária fez buscas na Linha de Apoio a Refugiados da Câmara de Setúbal e na Associação dos Emigrantes de Leste (Edinstvo), devido à denúncia que refugiados ucranianos teriam sido alojados em casas de dois cidadãos de nacionalidade russa, que alegadamente tinham ligações ao seu governo. Na sequência deste caso, a bancada do Partido Socialista apresentou uma moção de censura às medidas instauradas pelo presidente da câmara e pelo seu executivo, e apresentou uma proposta para a criação de uma comissão para a fiscalização da conduta da autarquia e dos serviços municipais, em relação aos refugiados de origem ucraniana. Em Novembro, a Câmara Municipal foi condenada pela Comissão Nacional de Protecção de Dados a pagar uma multa de 170 mil Euros, devido ao tratamento indevido de dados de refugiados ucranianos, situação que esteve ligada à polémica ocorrida em Maio desse ano.

## Vereação 2021–2025
A Câmara Municipal de Setúbal é das maiores do país, sendo composta por 11 vereadores, representando diferentes forças políticas. Assume o cargo de Presidente da Câmara Municipal o primeiro candidato da lista mais votada em eleição autárquica ou, no caso de vacatura do cargo, o que se lhe seguir na respectiva lista.
A atual vereação setubalense tomou posse em 8 de outubro de 2021, com base nas eleições autárquicas de 26 de setembro desse ano. Segue-se a lista de cidadãos eleitos presidente e vereadores da Câmara Municipal de Setúbal:
| Presidente                                 | Presidente | Presidente | Presidente | Presidente | Presidente                      |
| Nome                                       | Retrato    | Pelouro(s) | Partido    | Partido    | Período                         |
| ------------------------------------------ | ---------- | --- | ---------- | ---------- | ------------------------------- |
| André Valente Martins                      |            | Presidência Apoio aos Órgãos Municipais Planeamento, Auditoria Interna e Qualidade Apoio Jurídico Descentralização e Apoio ao Movimento Associativo Apoio ao Desenvolvimento Económico Apoio ao Desenvolvimento Sustentável e Emergência Ambiental Bombeiros Sapadores de Setúbal Proteção Civil e Bombeiros Administração e Finanças Comunicação, Relações Internacionais e Turismo |            | CDU (PEV)  | 8 de outubro de 2021 – presente |
| Vereadores                                 |            | |            |            |                                 |
| Nome                                       | Retrato    | Pelouro(s) | Partido    | Partido    | Período                         |
| Carla Alexandra Potrica Guerreiro          |            | Vice-presidente Recursos Humanos Ambiente e Serviços Urbanos Educação e Bibliotecas |            | CDU (PCP)  | 8 de outubro de 2021 – presente |
| Carlos Alberto Mendonça Rabaçal            |            | Obras Municipais Serviços Municipalizados de Setúbal |            | CDU (PCP)  | 8 de outubro de 2021 – presente |
| Pedro Sérgio Fernandes Pina                |            | Cultura, Desporto, Direitos Sociais, Saúde e Juventude |            | CDU (PCP)  | 8 de outubro de 2021 – presente |
| Rita Carvalho                              |            | Urbanismo, Habitação, Mobilidade e Fiscalização |            | CDU (PCP)  | 8 de outubro de 2021 – presente |
| Fernando Miguel Catarino José              |            | — |            | PS         | 8 de outubro de 2021 – presente |
| Vítor Manuel Ramalho Ferreira              |            | — |            | PS         | 8 de outubro de 2021 – presente |
| Patrícia Alexandra das Dores Paz Rodrigues |            | — |            | PS         | 8 de outubro de 2021 – presente |
| Joel Alexandre Neves Marques               |            | — |            | PS         | 8 de outubro de 2021 – presente |
| Fernando Mimoso Negrão                     |            | — |            | PPD/PSD    | 8 de outubro de 2021 – presente |
| Sónia Isabel Leal Maurício Martins         |            | — |            | PPD/PSD    | 8 de outubro de 2021 – presente |